# Epicauta albicincta
Epicauta albicincta es una especie de coleóptero de la familia Meloidae.

## Distribución geográfica
Habita en Venezuela.